# Saint-Nicolas, Liège
Saint-Nicolas là một đô thị của Bỉ. Đô thị này nằm trong vùng Wallonie và tỉnh Liege. Tại thời điểm ngày 1 tháng 1 năm 2006, Saint-Nicolas có tổng dân số 22.666 người. Tổng diện tích là 6,84 km² với mật độ dân số 3.313 người trên mỗi km². Từ năm 1977, các đô thị cũ Montegnée, Saint-Nicolas và Tilleur được nhập vào đô thị này.